# 吉田耕平 (政治家)
吉田 耕平（よしだ こうへい、1831年10月15日（天保2年9月10日） - 1905年（明治38年）6月4日）は、明治時代の政治家、銀行家。衆議院議員（1期）。

## 経歴
吉田詠甫の子として美濃高須藩領石津郡高須町（岐阜県下石津郡高須町、海津郡高須町、海津町を経て現海津市）に生まれる。漢学、和歌、茶道を修める。学区取締、地租改正掛を経て、1879年（明治12年）4月、岐阜県会議員に当選。同議長を歴任し、1881年（明治14年）1月、病のため辞した。その後、1884年（明治17年）に再び県議となった。ほか、第七十六国立銀行を興し同頭取を務めた。
1890年（明治23年）7月の第1回衆議院議員総選挙では岐阜県第3区から出馬し当選。大成会に属し衆議院議員を1期務めた。